# Arakkonam
Arakkonam (Tamil: அரக்கோணம் Arakkōṇam [ˈaɾəkːoːɳʌm], auch Arakonam, Arkonam) ist eine Stadt im indischen Bundesstaat Tamil Nadu mit rund 78.000 Einwohnern (Volkszählung 2011).

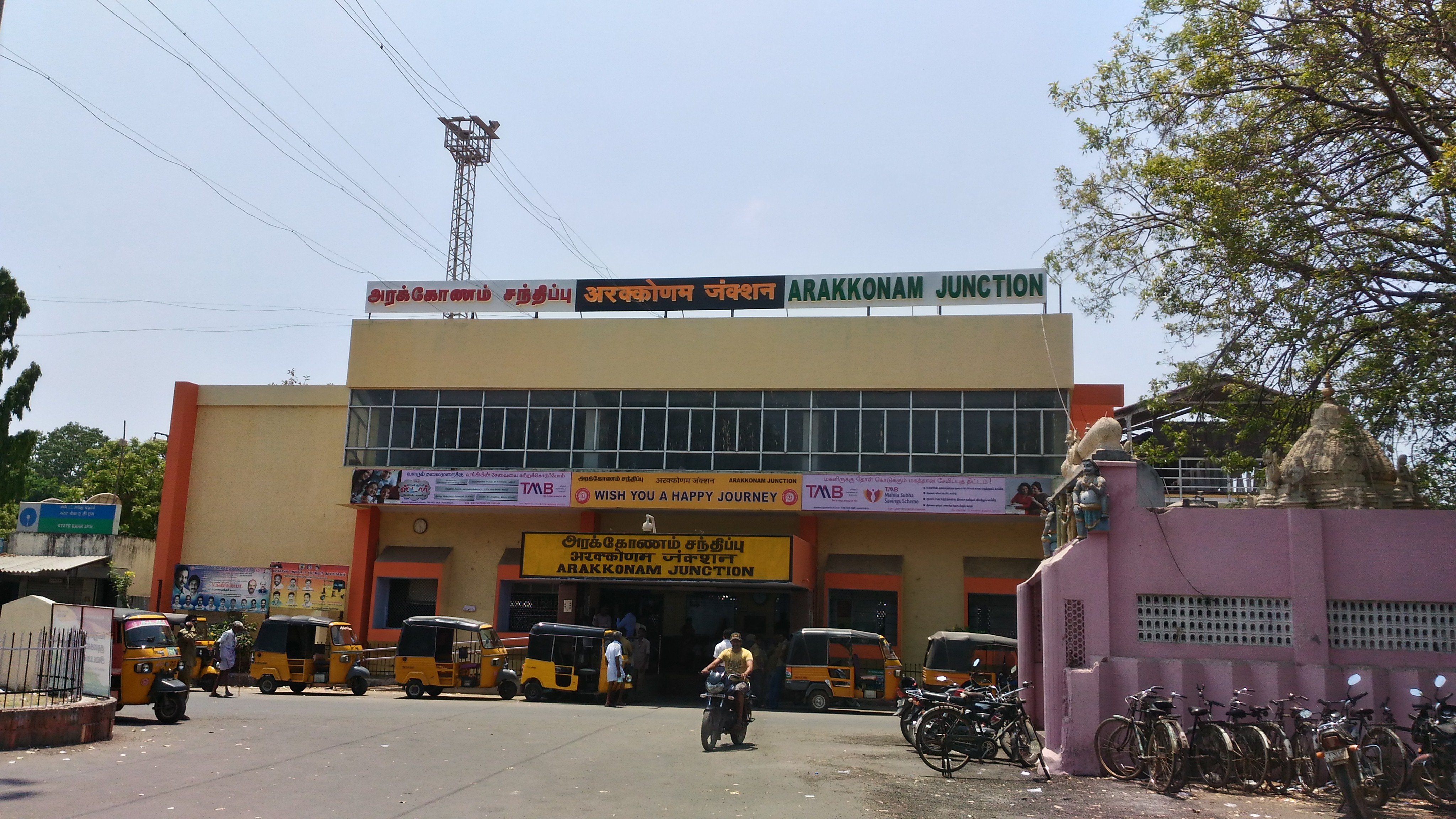
Bahnhof von Arakkonam

Arakkonam liegt rund 80 Kilometer westlich von Chennai (Madras) im Distrikt Ranipet im Norden Tamil Nadus. Die nächstgrößere Stadt ist Kanchipuram 30 Kilometer südlich, während die Distrikthauptstadt Ranipet rund 50 Kilometer südwestlich liegt. Arakkonam ist Hauptort des Taluks Arakkonam im Distrikt Ranipet.
81 Prozent der Einwohner Arakkonams sind Hindus, 10 Prozent Muslime und 8 Prozent Christen. Die Hauptsprache ist, wie in ganz Tamil Nadu, das Tamil, das von 75 Prozent der Bevölkerung als Muttersprache gesprochen wird. 17 Prozent sprechen Telugu und 6 Prozent Urdu.
Am Bahnhof von Arakkonam (Arakkonam Junction) laufen die Eisenbahnstrecken von Chennai nach Bangalore und von Chennai nach Mumbai zusammen. Außerdem zweigt hier eine Nebenstrecke über Kanchipuram nach Chengalpattu ab. Der Bahnhof Arakkonam wird von zahlreichen Fernzügen und von der Chennaier Vorortbahn bedient. Arakkonam beherbergt ein größeres Bahnbetriebswerk der Indian Railways. Außerdem befindet sich in Arakkonam ein Militärflugplatz der indischen Marine.